# Tribunal administratif du travail
Le Tribunal administratif du travail est un tribunal administratif québécois responsable de trancher différents litiges en droit du travail au Québec.
Le TAT a été créé le 1er janvier 2016 à la suite de la fusion entre la Commission des relations du travail (CRT) et la Commission des lésions professionnelles (CLP).

## Historique
Depuis les années 1970 au Québec, un grand nombre d'organismes ont été responsables de trancher les litiges en droit du travail. 
Le TAT est née de la fusion entre deux anciens tribunaux administratifs québécois : la Commission des relations du travail (CRT) et la Commission des lésions professionnelles (CLP). Le projet de fusionner les organismes a été annoncé par le gouvernement Couillard lors de l'énoncé budgétaire de mars 2015. La motivation de la fusion est essentiellement d'ordre économique, mais elle permettait aussi d'alléger la structure lourde de la CLP.
La loi fusionnant les deux tribunaux est finalement adoptée par le Parlement du Québec en juin 2015 et elle entre en vigueur le 1er janvier 2016.

## Fonctionnement

### Structure
Le TAT est composé de quatre divisions, chacune responsable d'entendre des affaires précises en matière de droit du travail. Les quatre divisions sont :
- la division des relations du travail ;
- la division de la santé et de la sécurité du travail ;
- la division des services essentiels ; et
- la division de la construction et de la qualification professionnelle[3].

### Compétence
Le TAT a compétence pour entendre les litiges portant sur plusieurs dizaines de lois québécoises, principalement en droit du travail. Il n'entend toutefois pas tous les litiges portant sur les droits des travailleurs, car plusieurs différends portant sur un contrat de travail doivent être présentés devant la Cour du Québec ou la Cour supérieure.

### Caractère final et exécutoire
Les décisions du TAT sont finales et sans appel. Le Tribunal dispose toutefois d'un pouvoir de révision limité aux cas de découverte d'un fait nouveau, d'une situation où une partie n'a pu se faire entendre, ou lorsque la décision est atteinte d'un vice de fond ou de procédure de nature à l'invalider.  
Une partie peut également se pourvoir en contrôle judiciaire devant la Cour supérieure du Québec d'une décision du TAT. Ce pouvoir d'intervention se limite généralement aux question d'excès de compétence ou de décision manifestement déraisonnable. Le jugement de la Cour supérieure peut par la suite être portée en appel sur permission.  